# Vena azygos

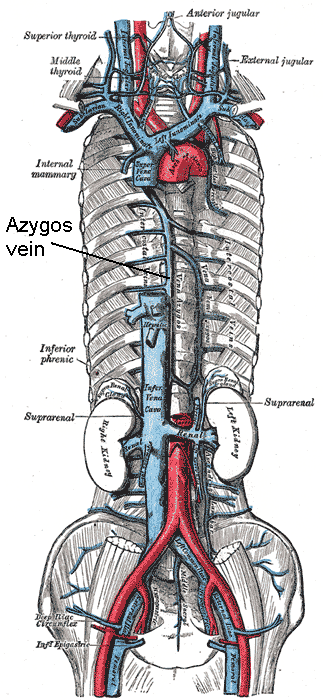
Anatomische Zeichnung mit Darstellung der Vena azygos (engl. Azygos vein).

Die Vena azygos (von altgriechisch ἄζυγος ‚ungebunden‘) ist ein venöses Blutgefäß bei Säugetieren, das an der Rumpfinnenseite rechts von der Wirbelsäule liegt. Ihr linksseitiges Gegenstück ist die Vena hemiazygos, die beim Menschen auf Höhe des 7. oder 8. Brustwirbels in die Vena azygos mündet.
Die Vene entspringt, nach dem Durchtritt durch eine Spalte im rechten Lendenschenkel des Zwerchfells, aus der rechten Lendenvene (Vena lumbalis ascendens dextra, welche über Kollateralen sowohl mit der Vena cava inferior, als auch mit der Vena iliaca communis in Verbindung steht) und mündet auf Höhe der dritten Rippe in die obere Hohlvene (Vena cava superior). Da sie Querverbindungen zur unteren Hohlvene besitzt, stellt sie einen möglichen Kollateralkreislauf zwischen oberer und unterer Hohlvene bei Thrombosierungen der Vena cava oder deren anlagebedingtem Fehlen von Abschnitten der V. cava inferior (Azygoskontinuität) dar. Dabei kann es über diese kavokavalen Anastomosen zu einem Umgehungskreislauf kommen, sodass das Blut der unteren Körperhälfte dennoch zum rechten Herzvorhof gelangt. Bei Leberschädigungen, wie zum Beispiel bei einer Leberzirrhose kann es im Verlauf zu einer portalen Hypertension kommen und zu Umgehungskreisläufen. Von Bedeutung sind dann allerdings die portokavalen Anastomosen – also Kurzverbindungen zwischen Venen des portalen Systems und der Vv. cavae. Als Beispiele sind hier die Rr. oesophageales, sowie die periumbilikalen Venen zu nennen.
Aus dem Brustraum empfängt die Vena azygos venöses Blut aus den: Venae intercostales (Zwischenrippenvenen), Venae oesophageae (Speiseröhre), Venae phrenicae superiores (oberer Teil des Zwerchfells), Venae bronchiales (Bronchien), Venae pericardiales (Perikard), Venae mediastinales (Mediastinum) sowie der Vena intervertebralis (Bereich Rückenmark).
Durch die Vena azygos kann sich während der Organogenese der Lunge ein Lobus venae azygos entwickeln.

## Vena azygos bei Tieren
Dem Menschen vergleichbar ist die Vena azygos bei Pferden und Raubtieren. Hier wird sie aufgrund des Verlaufs rechts der Aorta als Vena azygos dextra bezeichnet. Sie sammelt das Blut der Interkostalvenen und mündet in die vordere Hohlvene (Vena cava cranialis).
Bei den Paarhufern verläuft das entsprechende Gefäß linksseitig als Vena azygos sinistra. Diese mündet in den Sinus coronarius.